# Bartier Cardi
"Bartier Cardi" é uma canção da rapper americana Cardi B, contida em seu álbum de estreia Invasion of Privacy (2018). Conta com a participação do rapper compatriota 21 Savage e foi composta por ambos em conjunto com Samuel Gloade e Darryl McCorkell, que encarregaram-se de sua produção. A faixa foi lançada em 22 de dezembro de 2017, através da Atlantic Records, servindo como o segundo single do disco.

## Antecedentes
Cardi B anunciou o lançamento do single através de suas mídias sociais e o confirmou em 20 de dezembro. Antes do lançamento, ela se tornou a primeira rapper a emplacar seus três primeiros lançamentos no top 10 da Billboard Hot 100, com "Bodak Yellow", "No Limit" e "MotorSport".
Em 29 de outubro de 2018, durante um episódio de seu programa de rádio na Beats 1, o Queen Radio, a rapper Nicki Minaj revelou que Cardi B supostamente pediu que ela aparecesse em "Bartier Cardi". No meio de uma briga em andamento entre as duas rappers, Minaj continuou dizendo: "Você me queria no seu segundo single", mas Minaj não aceitou gravar a faixa, já que eles já tinham outra música, "MotorSport" juntas.

## Composição
O rap de Cardi B bate uma série de ritmos triplos em um mínimo de trap e acordes de sintetizador, conforme observado por um revisor da Rolling Stone. Os temas das letras incluem sua atração por diamantes, carros esportivos e sexo. 21 Savage canta um tema semelhante da perspectiva masculina. XXL descreveu as rimas de Cardi como "estilo Migos".

## Recepção crítica
Sheldon Pearce, da Pitchfork, observou que "suas frases oscilam naturalmente, da mesma maneira que sua conversa. Ela nunca mede palavras e, nesses versos, suas provocações e insultos são ainda mais cortantes". Ele opinou que o single é "ainda mais audacioso" do que o anterior "Bodak Yellow" e "cheio da mesma agressão controlada", embora "não seja tão instantaneamente citável". Ele acrescentou: "Cardi tem uma presença distinta e, ao lado do inexpressivo 21 [Savage], ela parece ainda mais animada". Jon Caramanica, no The New York Times, o descreveu como um "número sinistro e gorduroso, cheio de rap em línguas rápidas", apresentando um "verso encantador e rosnador" do 21 Savag. Jose Martinez do Complex  'descreveu-o como uma "bomba", e Sidney Madden, da NPR, opinou que, por seu "esquema de rima bastante simples", é "perfeito" para os fãs "se exercitarem nas boates". Para Tosten Burks do Spin, 21 Savage "parece fora de lugar".

## Vídeo musical
Dirigido por Petra Collins, o videoclipe estreou em 2 de abril de 2018. No vídeo, Cardi B se apresenta em um palco coberto de prata com pêlo vermelho, lingerie de cetim e diamantes. Os visuais lembram a era de ouro de Hollywood , como observado por um editor da Vogue. O clipe apresenta uma aparição de Offset como convidado.
O vídeo apresenta promoção paga da Fashion Nova , da qual Cardi B é embaixadora. Ao longo do vídeo, muitos influenciadores e modelos do Instagram aparecem, incluindo Salem Mitchell, Widney Bazile, Ashourina Washington, Destiny Anderson e Leanna. Inúmeros modelos masculinos são vistos em pé como a Estátua de Davi em cuecas boxer brancas, entre elas os gêmeos Austin & Alec Proeh.

## Apresentações ao vivo
Um trecho da música foi incluído durante sua performance com Bruno Mars da música "Finesse" no Grammy Awards de 2018. Cardi performou "Bartier Cardi" durante uma medley no iHeartRadio Music Awards de 2018. Em 7 de abril de 2018, Cardi B tocou a música em um medley com "Bodak Yellow" no Saturday Night Live.

## Faixas e formatos
| Download digital |                                 |         |  |
| N.º              | Título                          | Duração |  |
| 1.               | "Bartier Cardi" (com 21 Savage) | 3:44    |  |

## Desempenho nas tabelas musicais
| Tabela musical (2018)                                  | Melhor posição |
| ------------------------------------------------------ | -------------- |
| Austrália (ARIA Charts)                                | 77             |
| Bélgica (Ultratip de Flandres)                         | 12             |
| Bélgica (Ultratip da Valônia)                          | 19             |
| Canadá (Canadian Hot 100)                              | 18             |
| Eslováquia (IFPI Slovenská Republika)                  | 56             |
| Estados Unidos (Billboard Hot 100)                     | 14             |
| Estados Unidos (Hot R&B/Hip-Hop Songs)                 | 7              |
| Estados Unidos (R&B/Hip-Hop Airplay)                   | 3              |
| Estados Unidos (Rhythmic Songs)                        | 7              |
| França (Syndicat National de l'Édition Phonographique) | 196            |
| Hungria (Magyar Hanglemezkiadók Szövetsége)            | 35             |
| Irlanda (Irish Recorded Music Association)             | 51             |
| Nova Zelândia (NZ Top 10 Heatseekers Singles)          | 1              |
| Países Baixos (MegaCharts)                             | 76             |
| Portugal (Associação Fonográfica Portuguesa)           | 52             |
| Reino Unido (UK Singles Chart)                         | 40             |
| República Checa (IFPI Česká Republika)                 | 63             |
| Suécia (Sverigetopplistan)                             | 58             |
| Suíça (Schweizer Hitparade)                            | 79             |

| Tabela musical (2018)                            | Melhor posição |
| ------------------------------------------------ | -------------- |
| Canadá (Canadian Hot 100)                        | 79             |
| Estados Unidos (Billboard Hot 100)               | 61             |
| Estados Unidos (Billboard Hot R&B/Hip-Hop Songs) | 34             |
| Estados Unidos (Billboard Rhythmic)              | 42             |

## Vendas e certificações
| Região                                                       | Certificação | Vendas/distribuição |
| ------------------------------------------------------------ | ------------ | ------------------- |
| Canadá (Music Canada)                                        | 2× Platina   | 160,000‡            |
| Estados Unidos (RIAA)                                        | 3× Platina   | 3,000,000‡          |
| Reino Unido (BPI)                                            | Prata        | 200,000‡            |
| ‡vendas+valores de streaming baseados apenas na certificação |              |                     |

## Histórico de lançamento
| País        | Data                   | Formato           | Gravadora(s) |
| ----------- | ---------------------- | ----------------- | ------------ |
| Mundo       | 22 de dezembro de 2017 | Download digital  | Atlantic     |
| Reino Unido | 5 de janeiro de 2018   | Rádios rhythmic   | Atlantic     |
| Itália      | 30 de janeiro de 2018  | Rádios mainstream | Warner       |